# Windsbach
Windsbach (pronunciación en alemán: /ˈvɪnt͡sbax/ⓘ) es una ciudad en la Franconia Media, en el distrito de Ansbach.

## Geografía
Windsbach queda en Rangau, a las orillas del Rezat en la Franconia Media. La ciudad se encuentra 20km al norte de Ansbach y 40km al sureste de Núremberg. 
Pueblos vecinos son: Rohr, Kammerstein, Abenberg, Spalt, Mitteleschenbach, Wolframs-Eschenbach, Lichtenau, Neuendettelsau y Heilsbronn.

### División
Windsbach se divide en 29 barrios:
| - Bertholdsdorf - Brunn - Buckenmühle - Elpersdorf - Hergersbach - Hölzleinsmühle - Hopfenmühle - Ismannsdorf - Kettersbach - Kitschendorf | - Kugelmühle - Lanzendorf - Leipersloh - Moosbach - Neuses - Retzendorf - Sauernheim - Schwalbenmühle - Speckheim - Suddersorf | - Thonhof - Untereschenbach - Veitsaurach - Waldhaus - Wernsmühle - Windsbach - Winkelhaid - Winterhof - Wolfsau |

## Historia
Windsbach fue nombrada por primera vez en 1138 y en 1278 recibió el derecho de llamarse ciudad. El Burggrafen de Núremberg compró en 1292 sus primeras tierras en Windsbach y en 1400 aumentó sus propiedades en la ciudad. En 1806 la ciudad pasó a ser parte de la Baviera, antes pertenecía al Margrave de Brandemburgo. En 2003 se celebraron los 725 años de la ciudad de Windsbach.

## Política

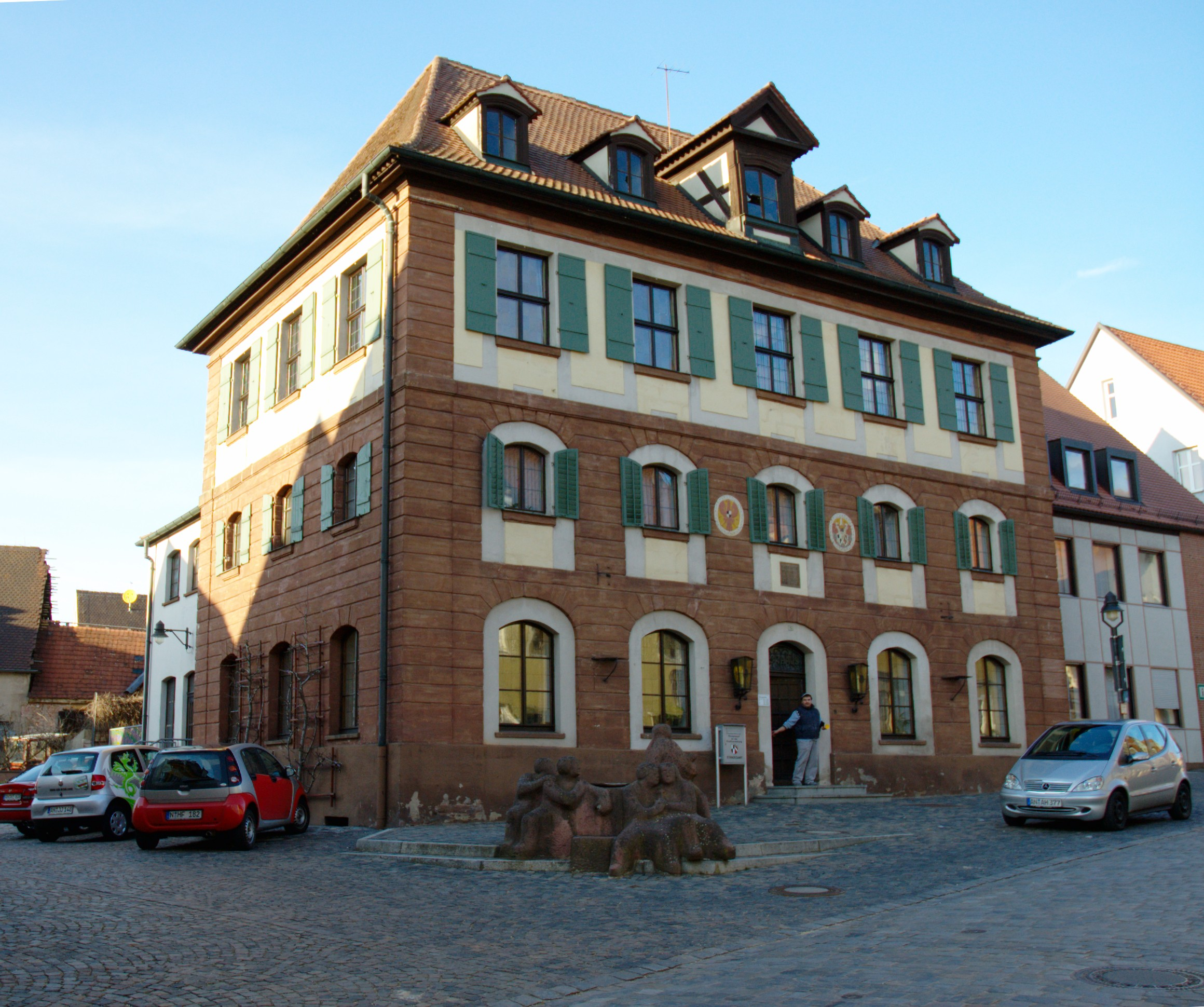
Alcaldía.

### Alcaldes
- 1. Bürgermeister: Wolfgang Seidel (SPD)
- 2. Bürgermeister: Norbert Kleinöder (Umland)
- 3. Bürgermeister: Karl Schuler (SPD)

## Personalidades
- Johann Jungmaier, Exalcalde
- Hans Thamm (1921-2007), fundador del Coro de niños de Windsbach

## Literatura (en alemán)
- Windsbach - Heimat- und Kulturgeschichte der Stadt mit allen Ortsteilen von Karl Dunz
- Winsbeke - Ein Beitrag zum Minnesang (Frischeisen)
- Patendank zur Konfirmation (Heimatverein Windsbach)
- Die Windsbacher Juden (Karl Dunz)